# Francesco Hayez

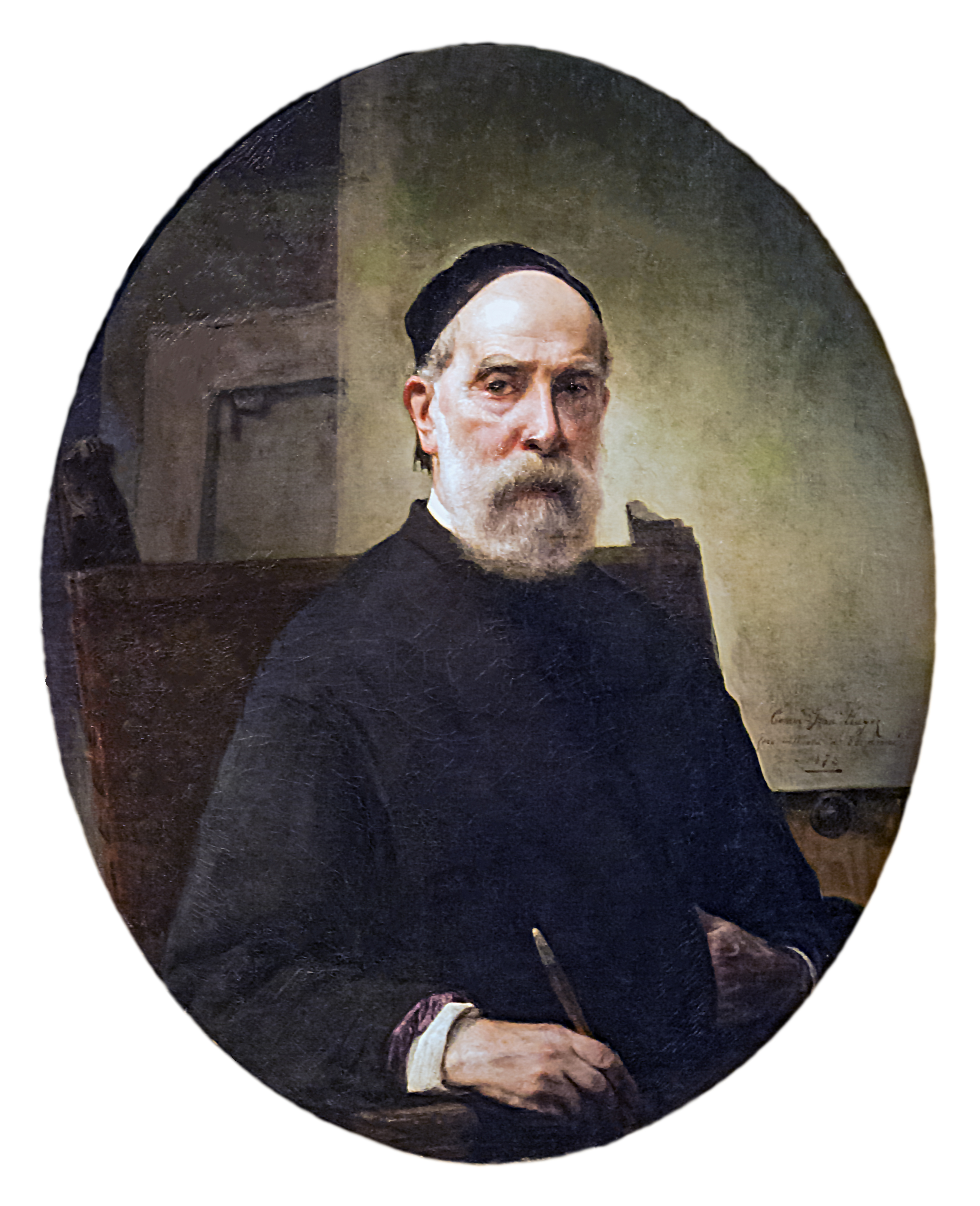
Autoportret

Francesco Hayez [franˈtʃesko ˈaːjets] (n. 10 februarie 1791, Veneția, Republica Veneția – d. 12 februarie 1882, Milano, Regatul Italiei) a fost un pictor, litograf și grafician italian.

## Biografie
Hayez a studiat la Academia de Arte (Accademia di Belle Arti di Venezia) din Veneția cu Teodoro Matteini (1754–1831) și la Roma cu Pelagio Palagi (1777–1860) și s-a format sub influența lui Antonio Canova la Roma ca clasicist. Din 1820 s-a mutat din nou la Milano, în 1821 s-a mutat la școala Romantismului, fiind printre liderii acestei mișcări. După ce Hayez a primit primul premiu al Academiilor din San Luca (Accademia di San Luca) și Brera (Accademia di Brera), el a devenit profesor la acesta din urmă. În anii care au urmat, el a pictat teme istorice. În plus, lucrarile sale ai cuprins picturi biblice, portrete, fresce decorative. Picturile sale se disting prin delicatețe romantică a formei și a adevărului de exprimare, și mai puțin prin coloritul prea moale. 

## Galerie

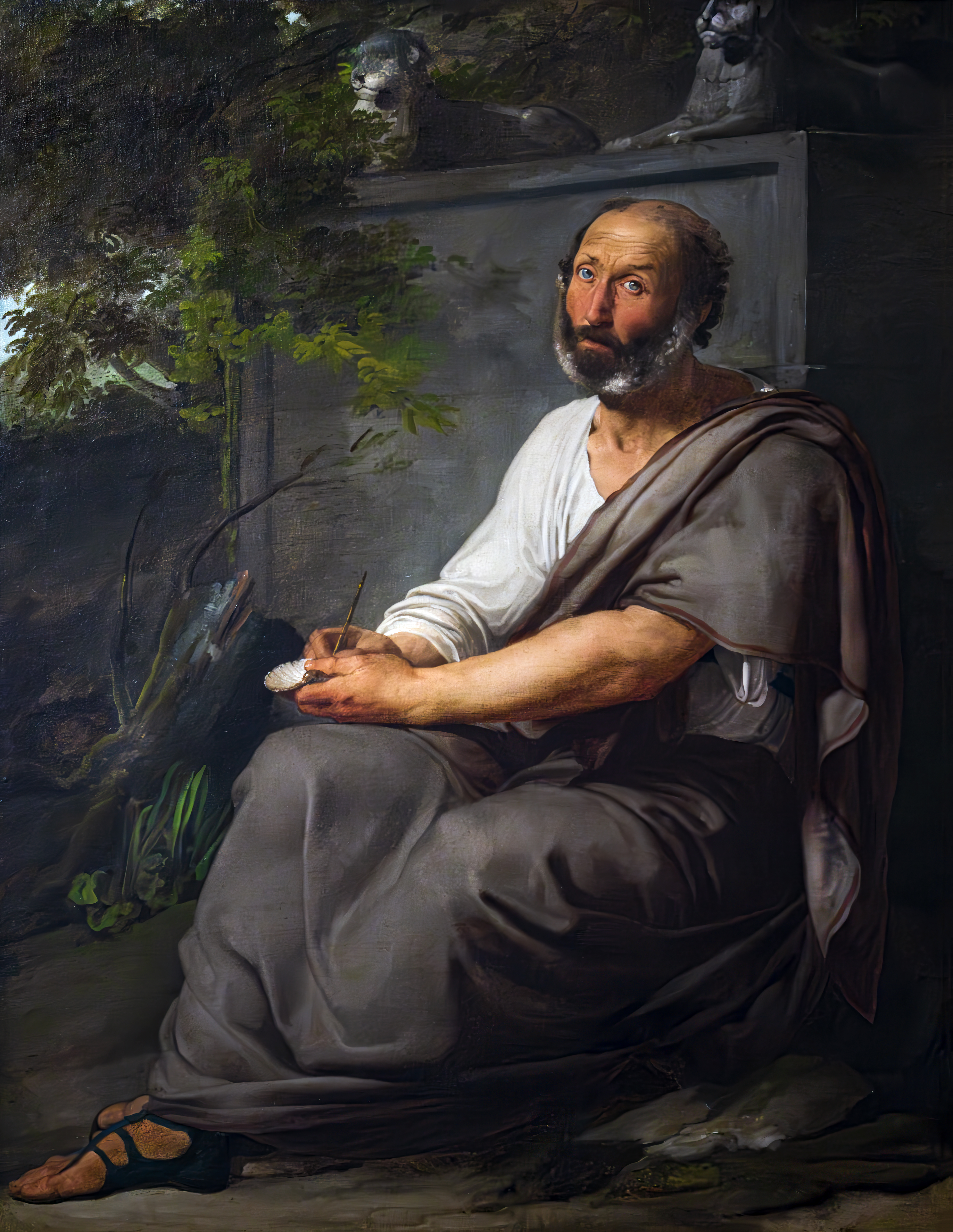
Aristoteles
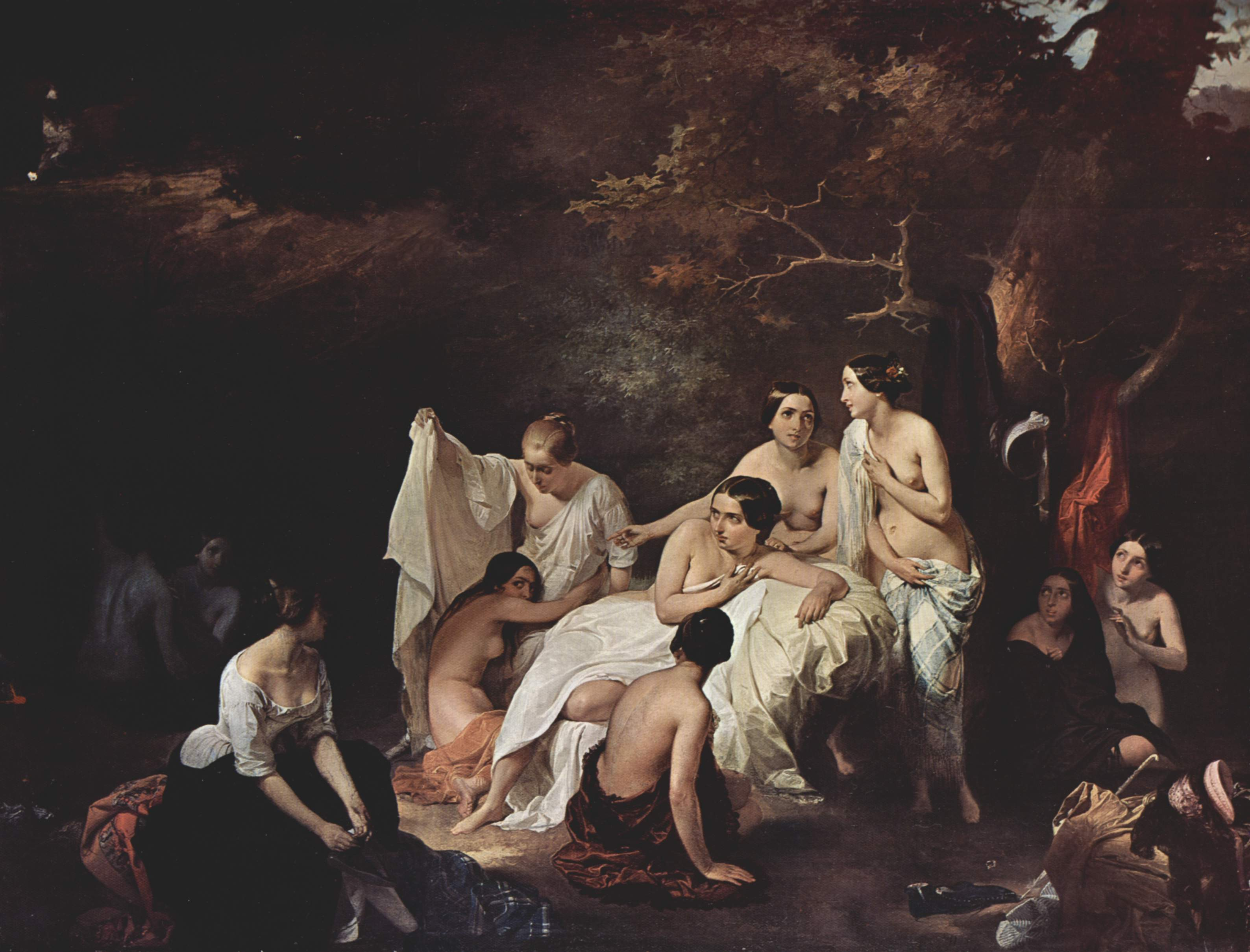
Baie a nimfelor
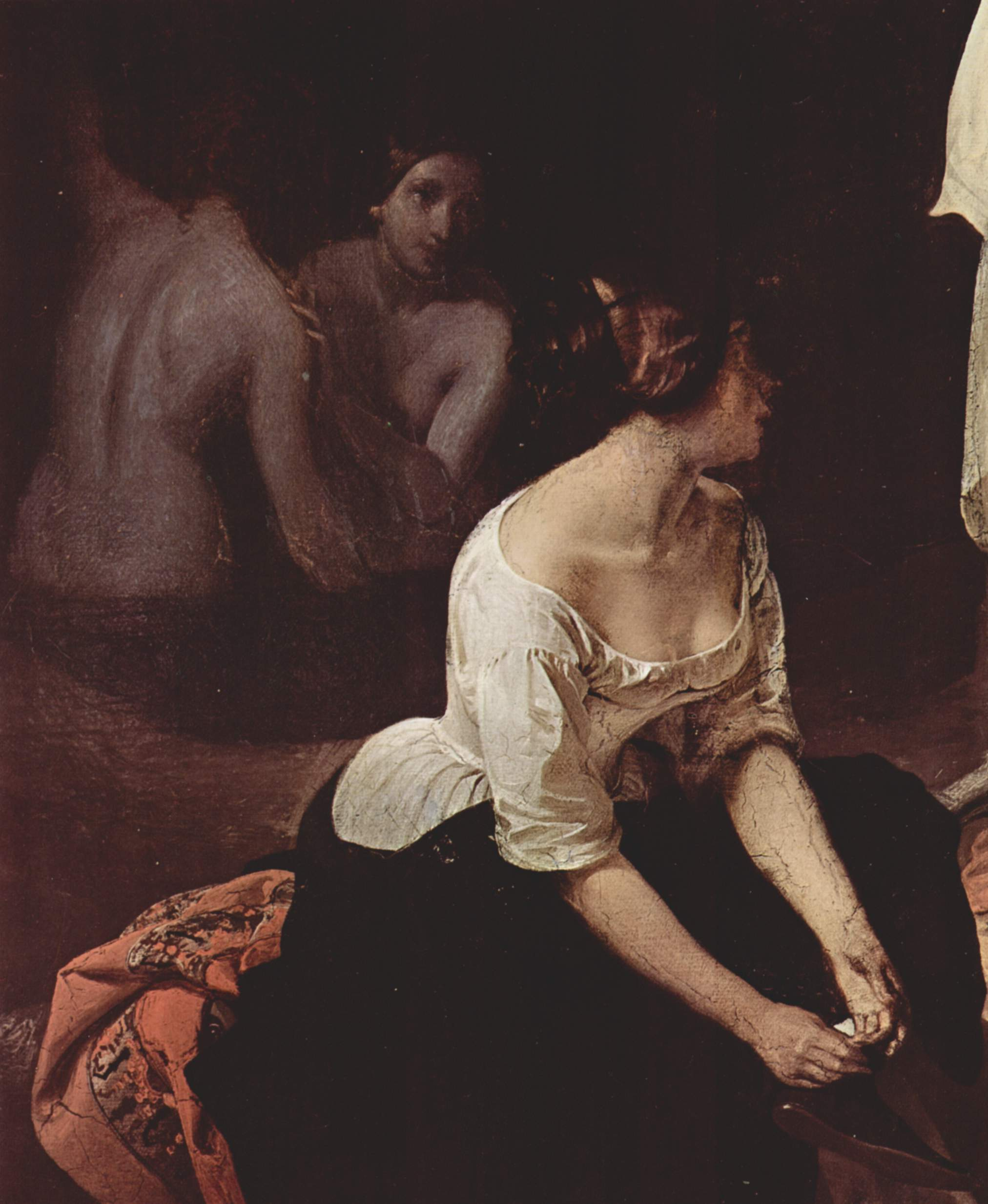
Baie a nimfelor, detaliu
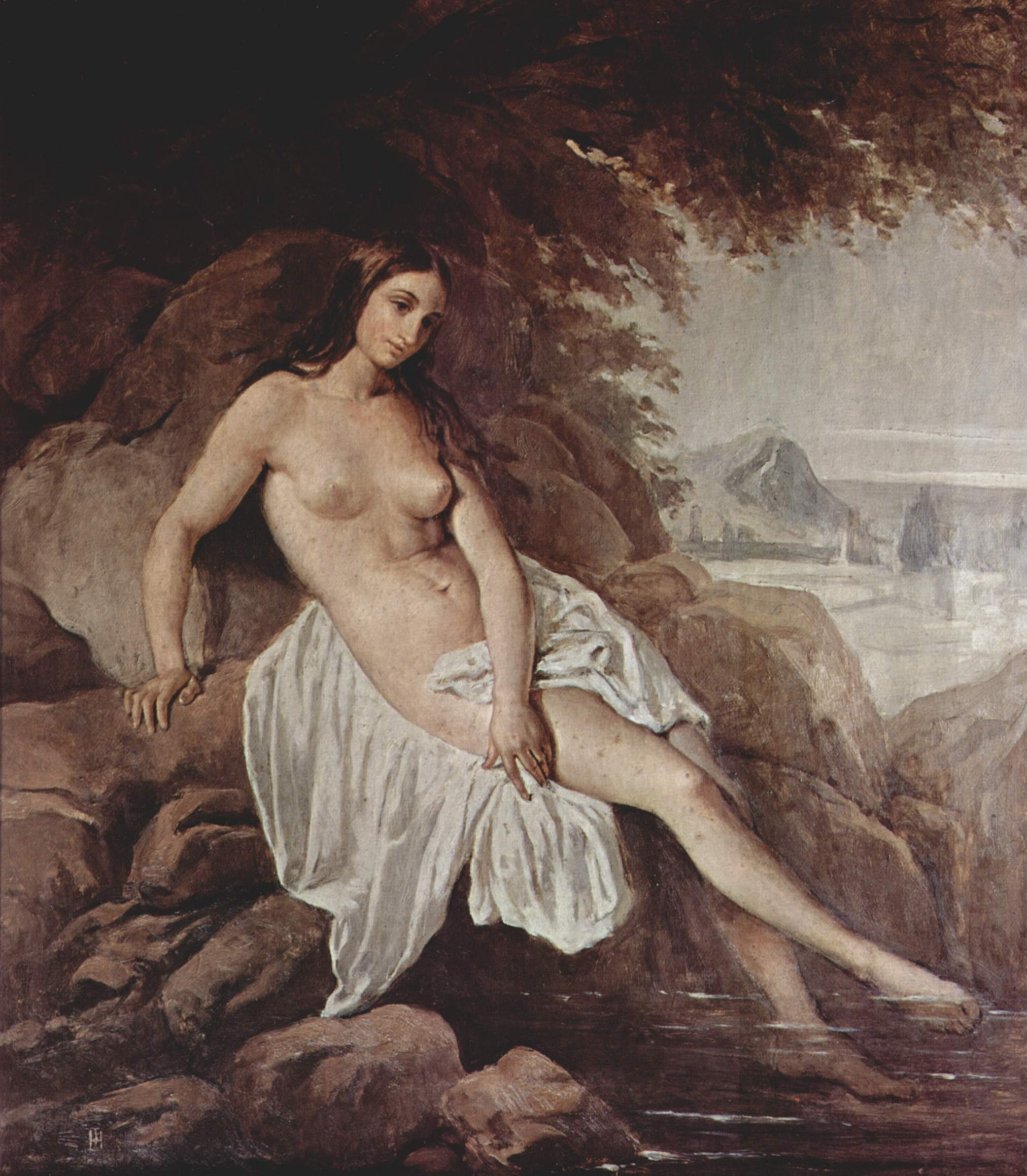
Baia
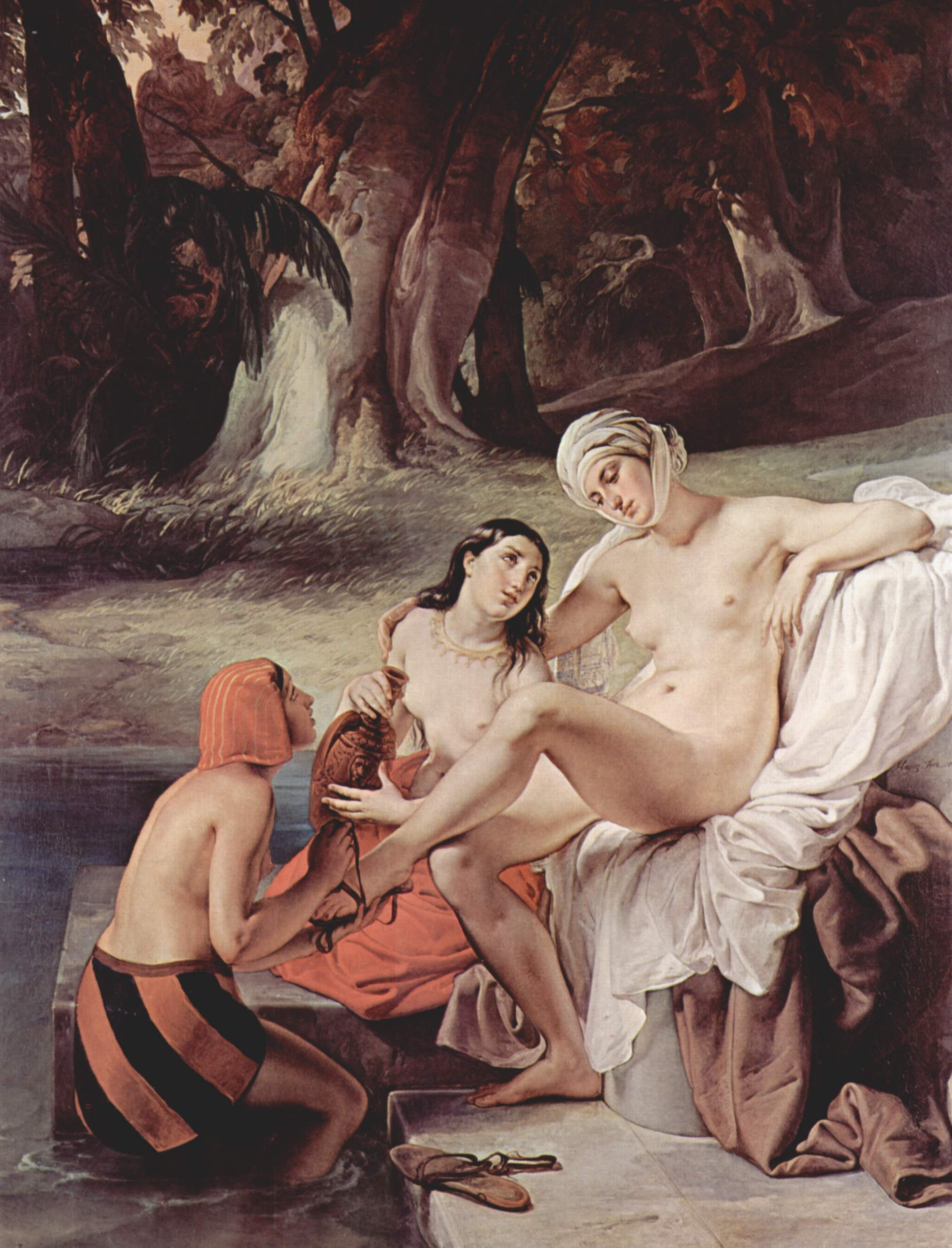
Bathseba în baie
Maria Magdalena
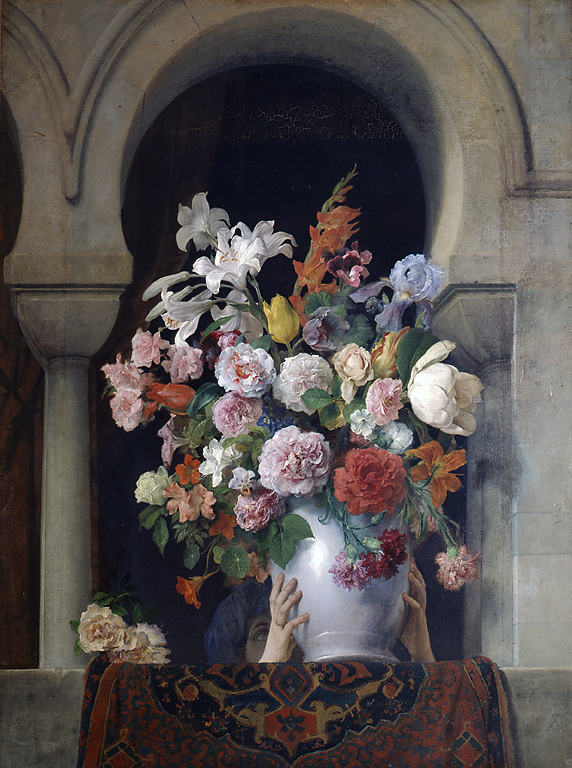
Fereastra haremului
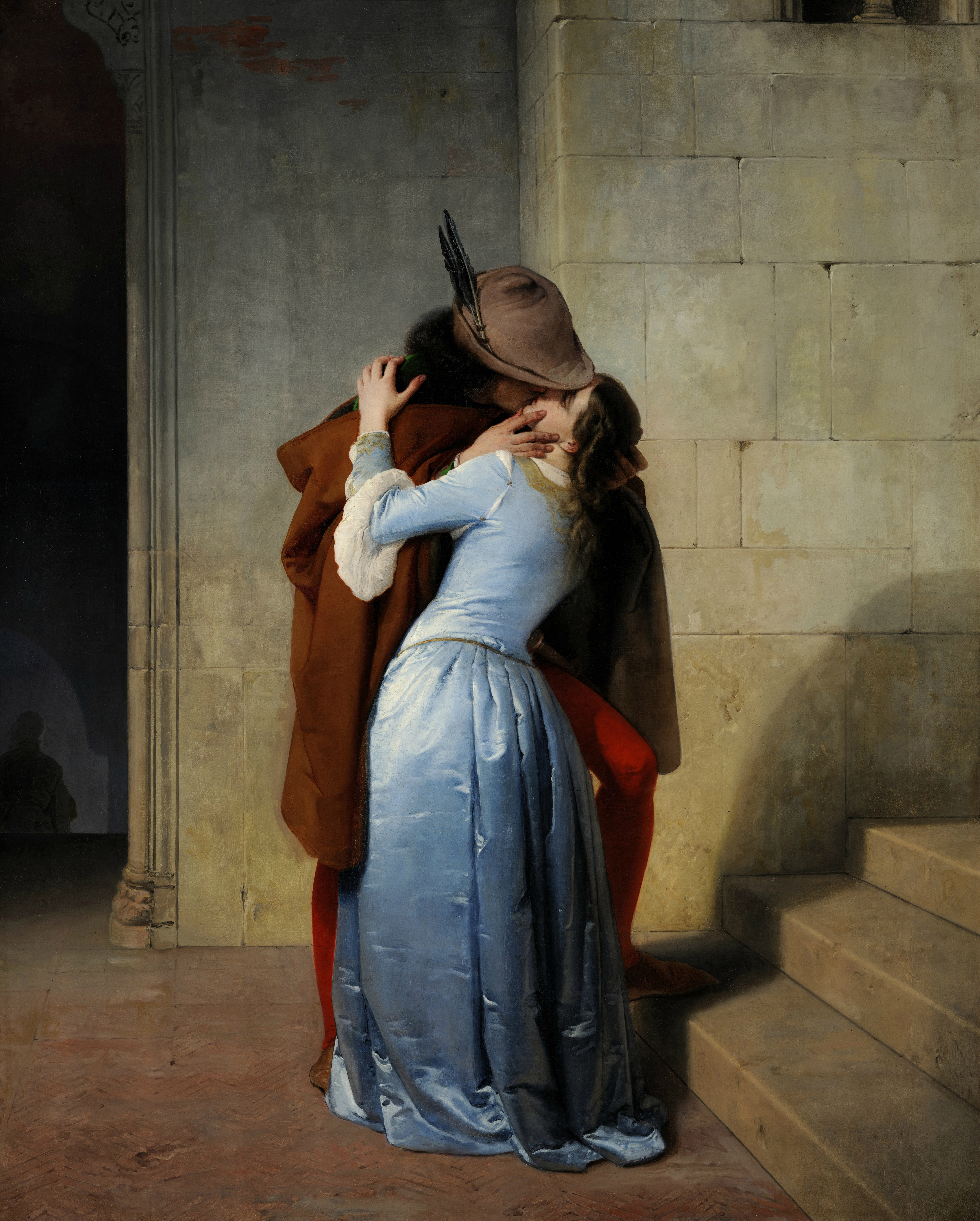
Sărutul
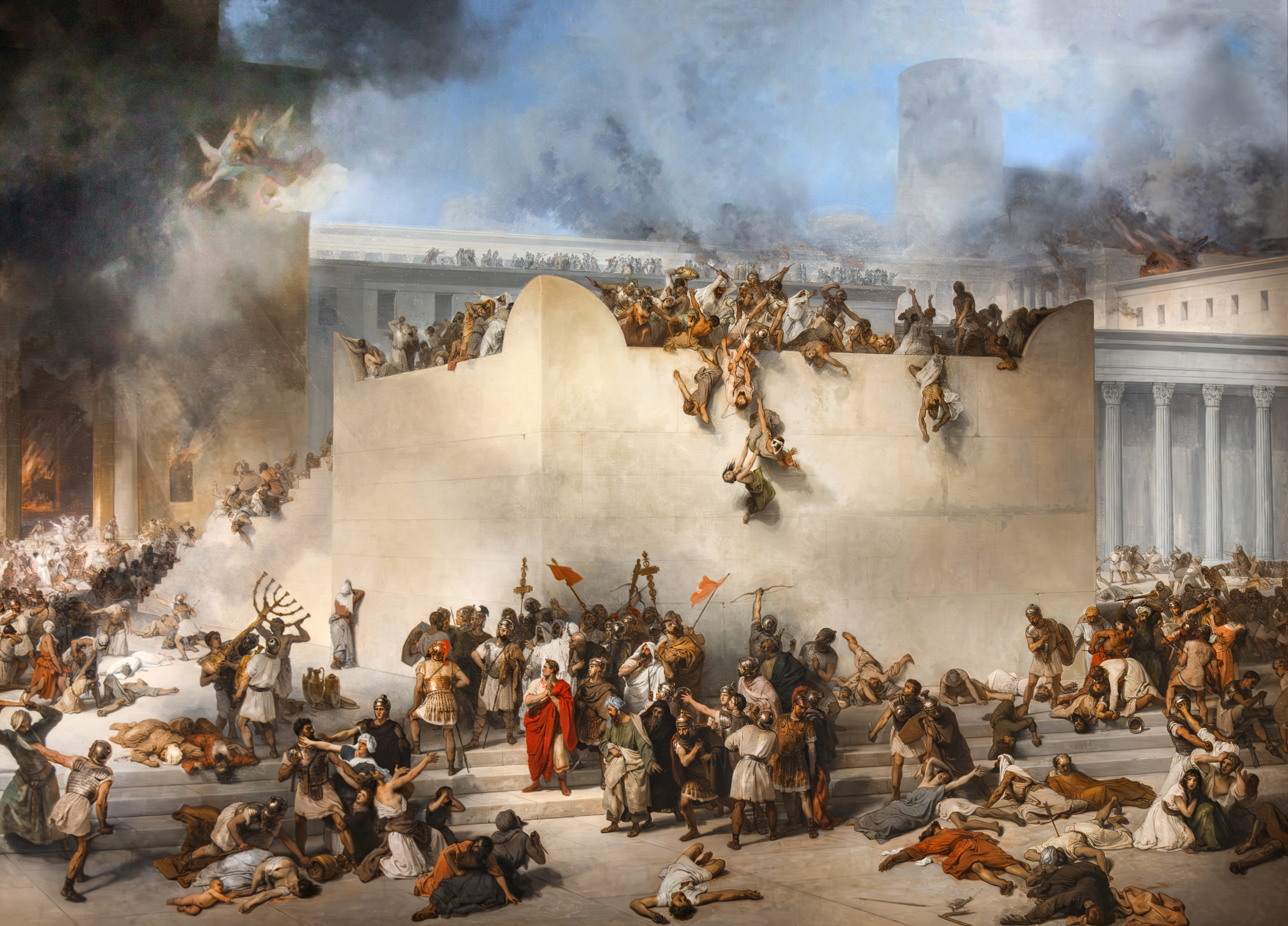
Distrugerea templelor din Ierusalim
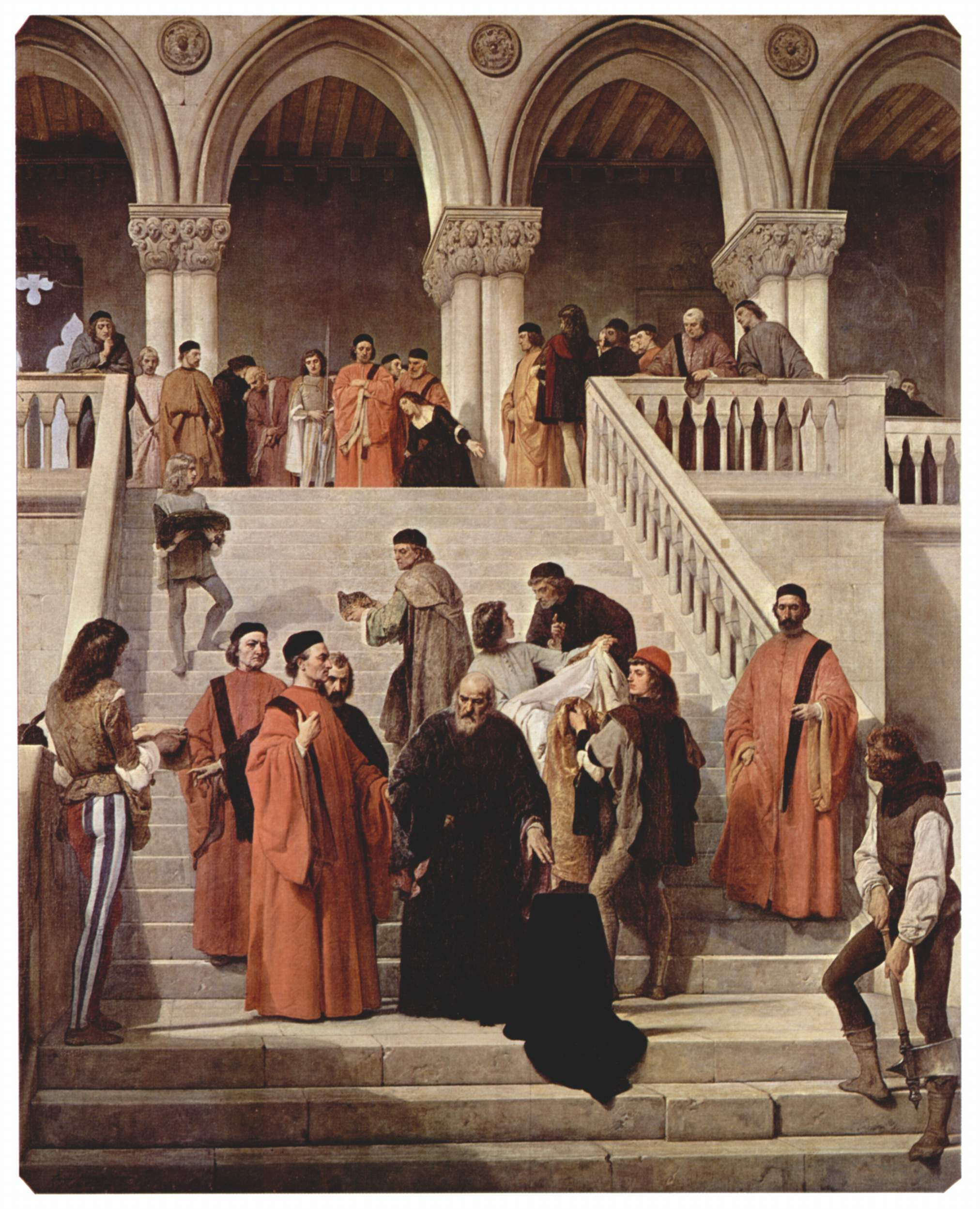
Moartea lui Marino Faliero
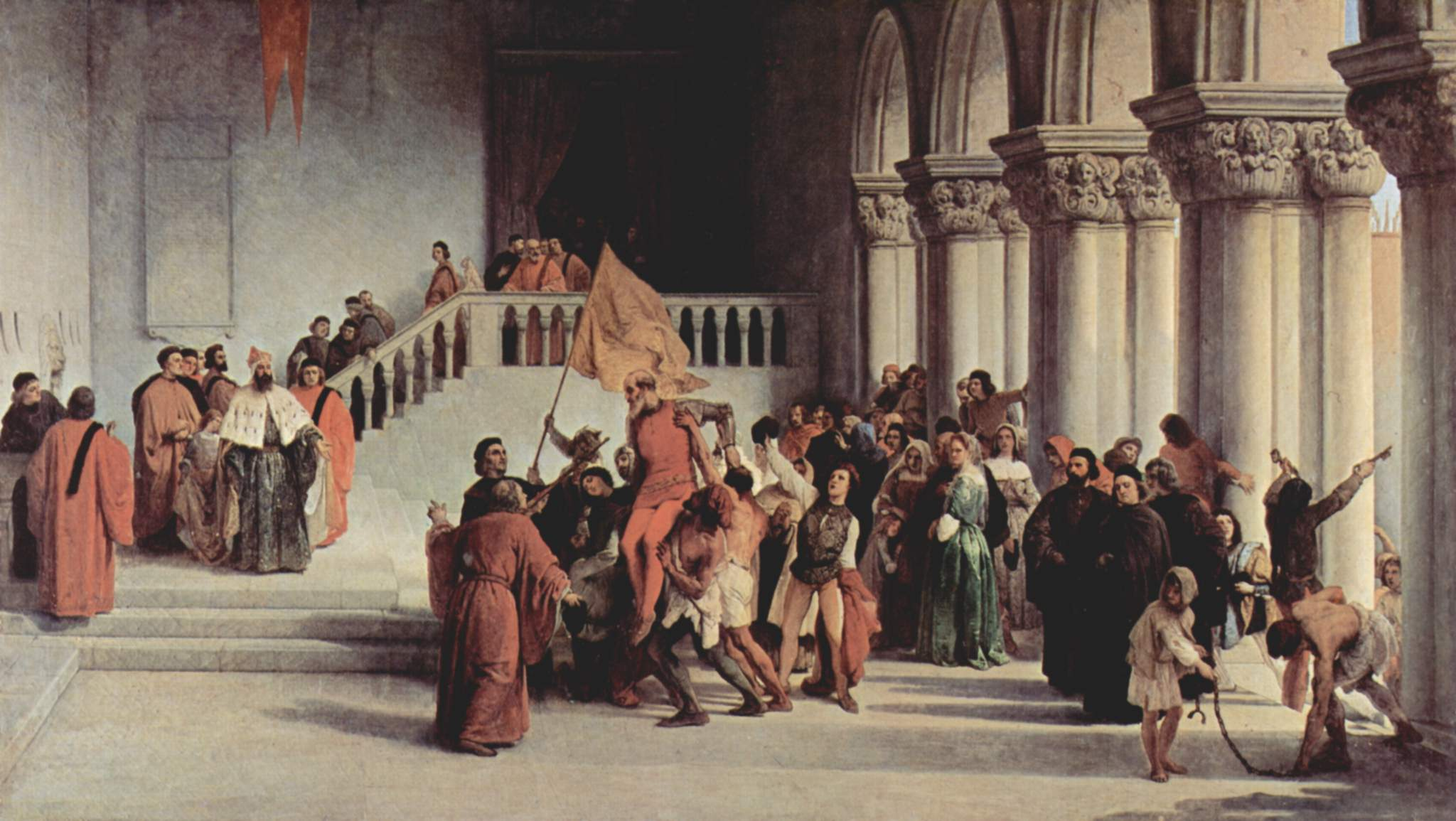
Eliberarea lui Vettor Pisani din închisoare
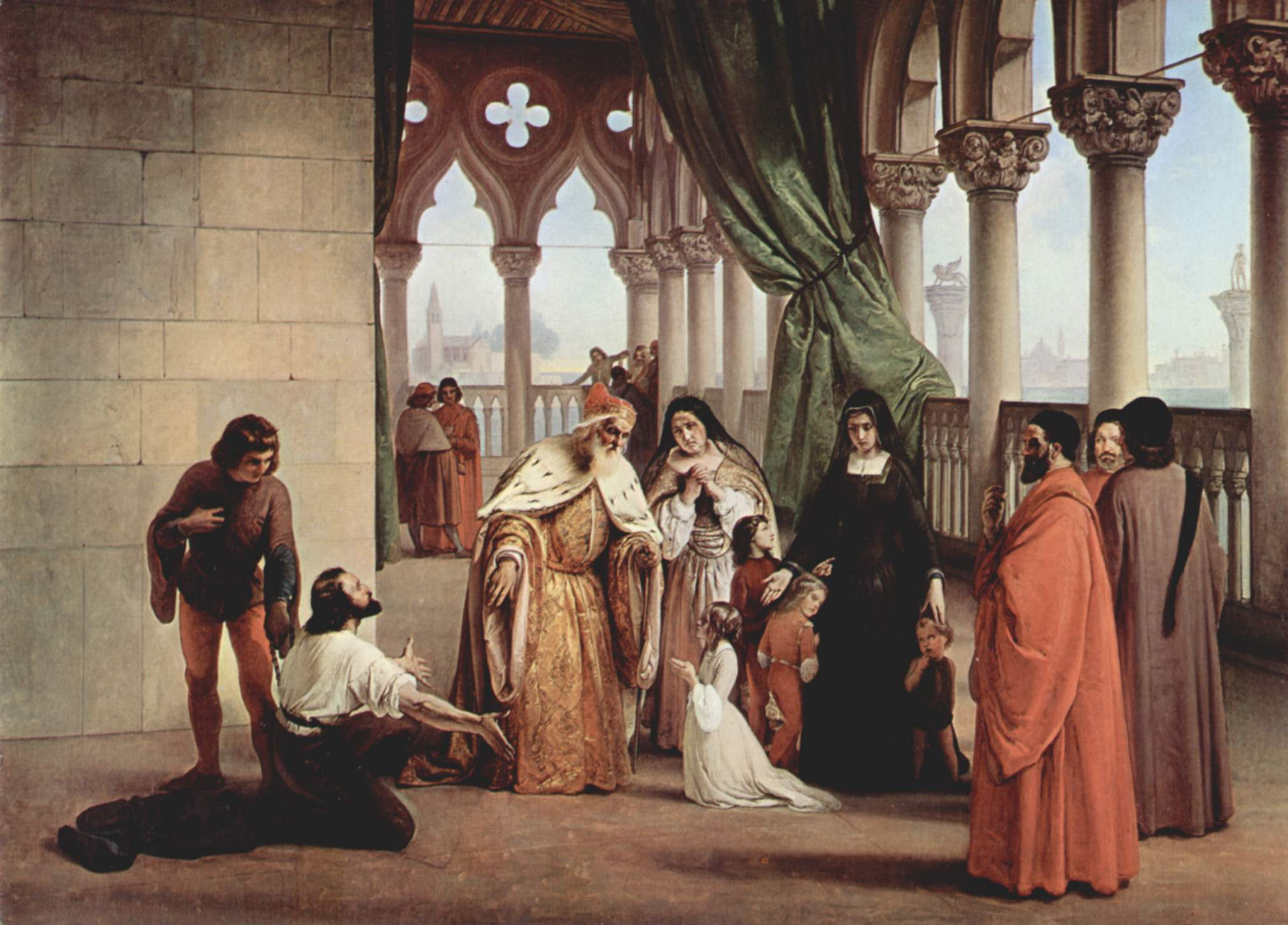
Cei doi Foscari
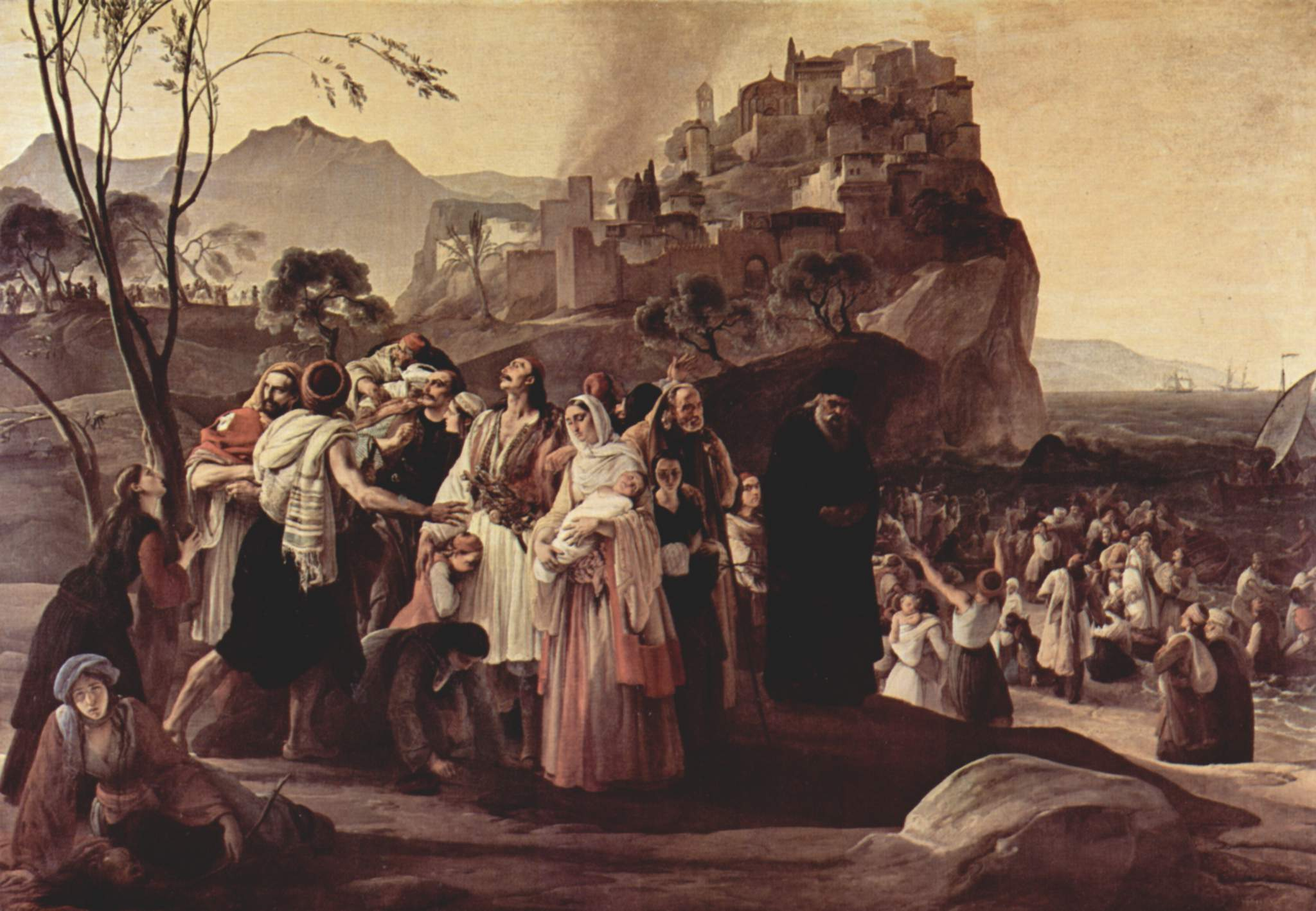
Refugiații din Parga
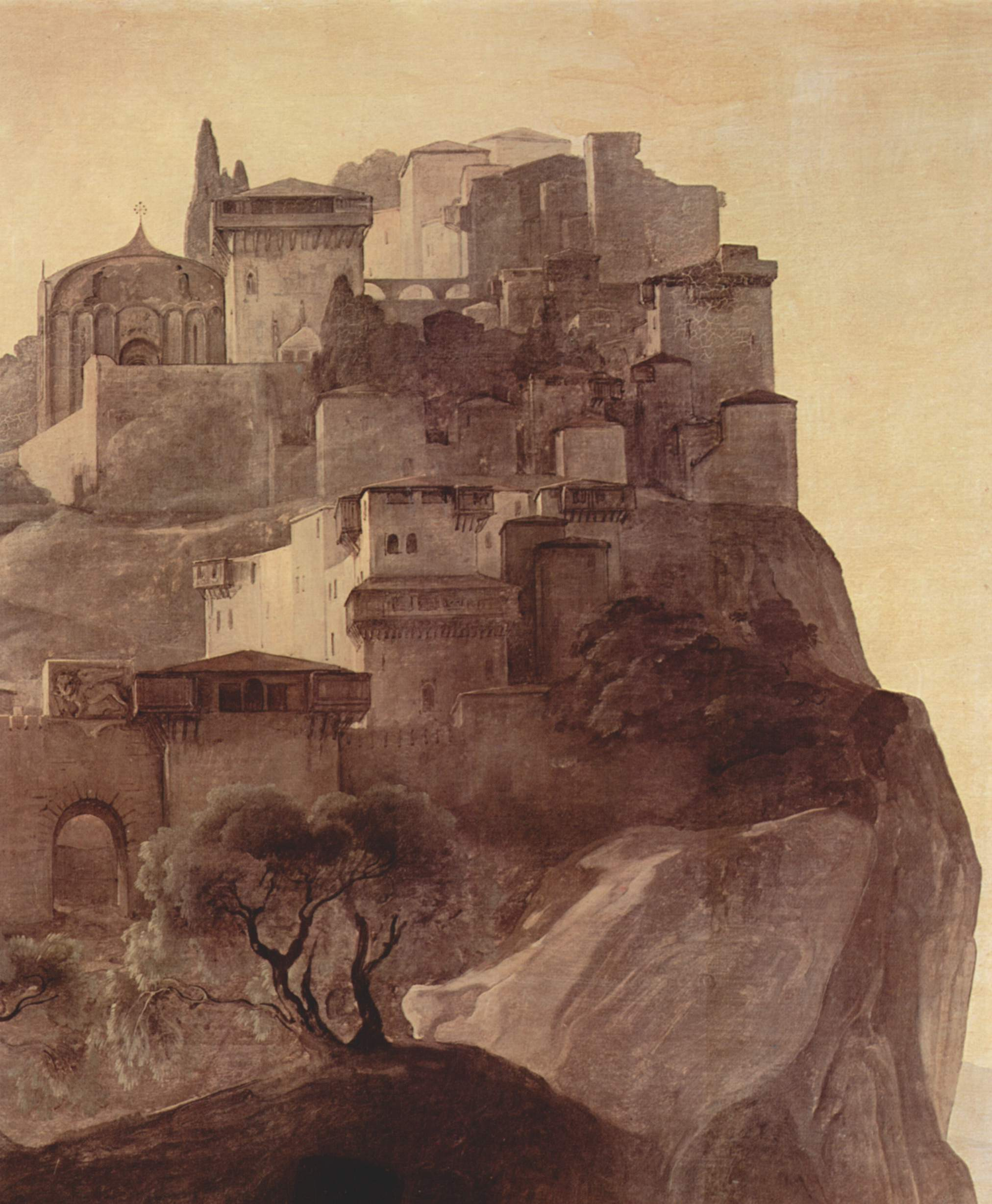
Refugiații din Parga, detaliu
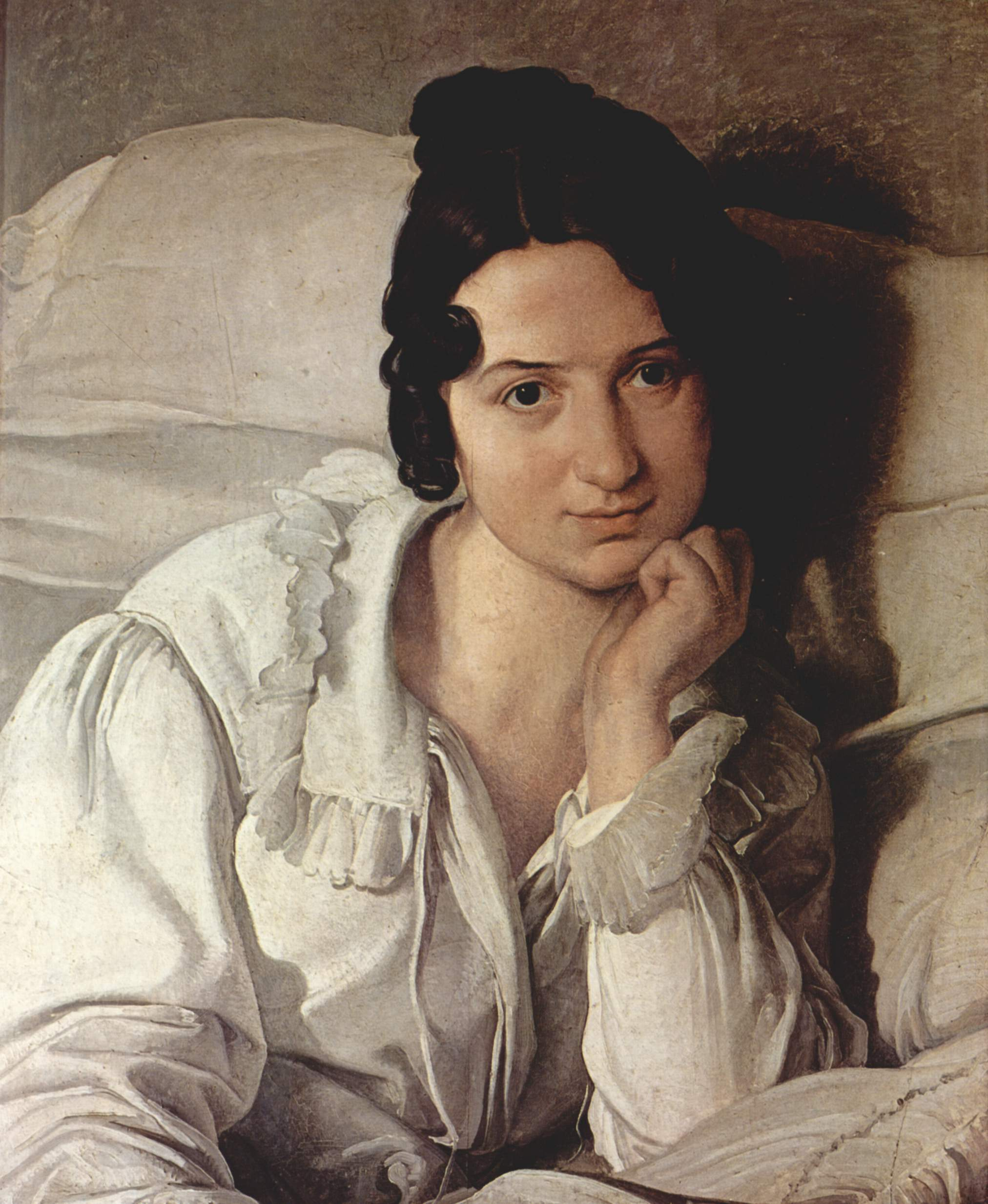
Portretul Carolinei Zucchi
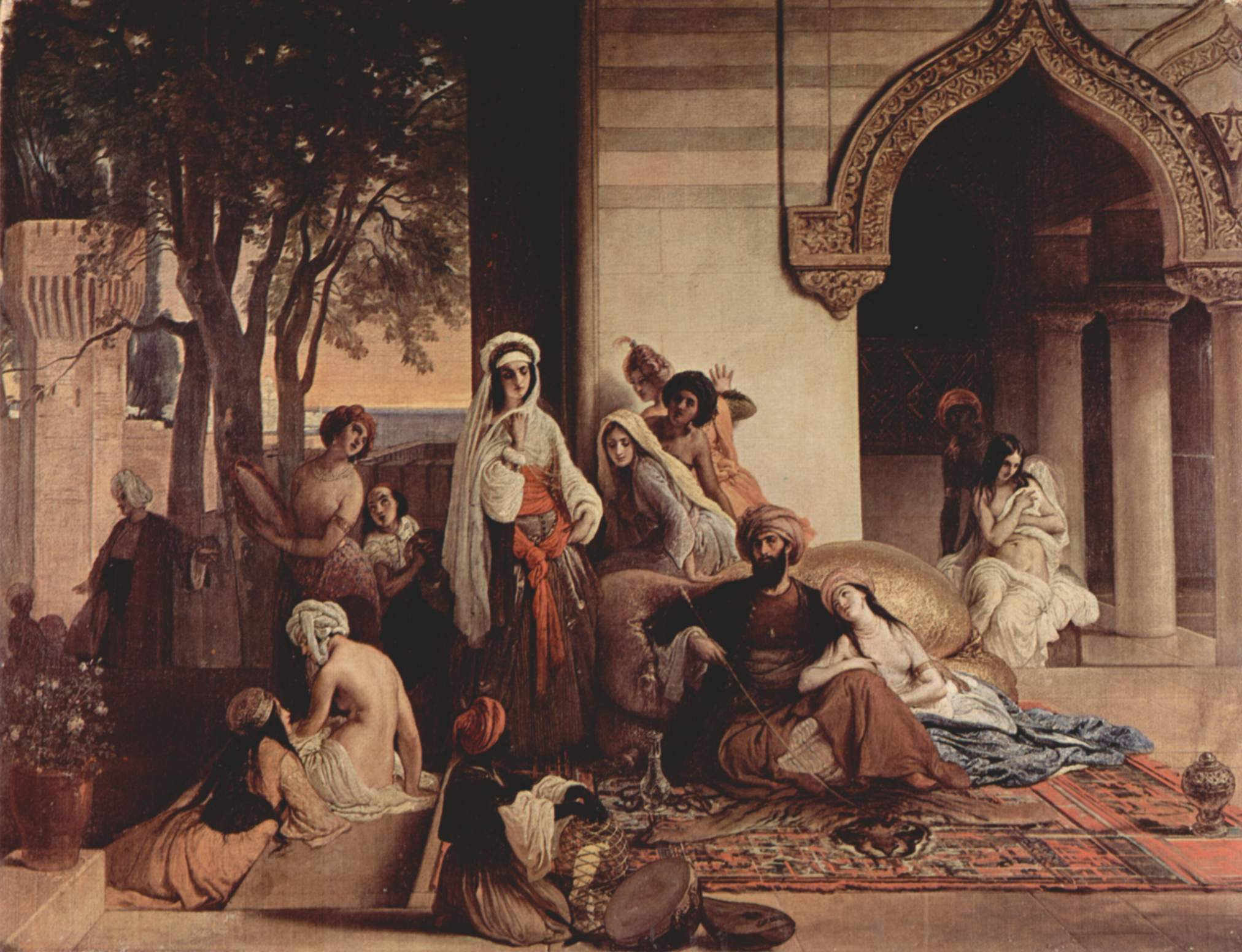